# La Lande-de-Lougé
La Lande-de-Lougé ([la lɑ̃d də luʒe] ⓘ) ist eine französische Gemeinde mit 57 Einwohnern (Stand: 1. Januar 2022) im Département Orne in der Region Normandie (vor 2016 Basse-Normandie). Sie gehört zum Arrondissement Argentan und zum Gemeindeverband Terres d’Argentan Interco. Die Einwohner werden Landais und Landaises genannt.

## Geografie

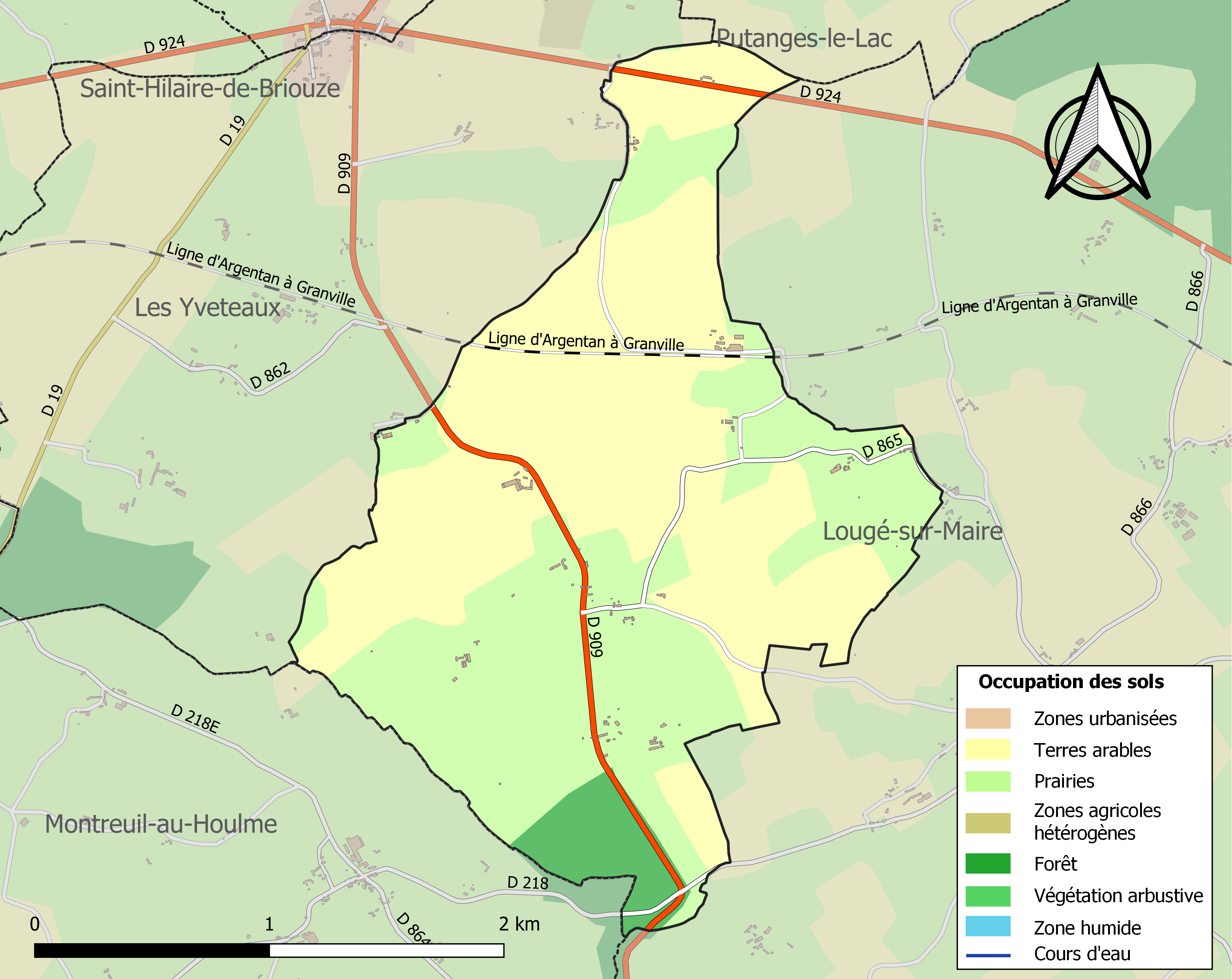
Bodennutzung und Infrastruktur der Gemeinde (2018)

La Lande-de-Lougé liegt etwa 18 Kilometer westsüdwestlich von Argentan und etwa 38 Kilometer nordnordwestlich von Alençon in der Région naturelle Pays d’Houlme. Die Maire, ein Nebenfluss der Orne, begrenzt das Gemeindegebiet im äußersten Süden. Das Zentrum liegt auf einer Höhe von etwa 190 m. Das Relief des Gebiets ist insgesamt hügelig mit Höhen bis nahe 250 m.
Teile des Gebiets von La Lande-de-Lougé gehören zum Natura 2000-Schutzgebiet „Haute vallée de l’Orne et affluents“ (FR2500099) und von zwei ZNIEFF-Naturzonen. Rund 95 % der Fläche der Gemeinde werden landwirtschaftlich genutzt, rund 5 % sind bewaldet, insbesondere durch den Bois de la Lande im Süden (Stand: 2018).
Umgeben wird La Lande-de-Lougé von den Nachbargemeinden Putanges-le-Lac im Norden, Lougé-sur-Maire im Osten, Montreuil-au-Houlme im Süden und Südwesten sowie Les Yveteaux im Westen und Nordwesten.

## Bevölkerungsentwicklung

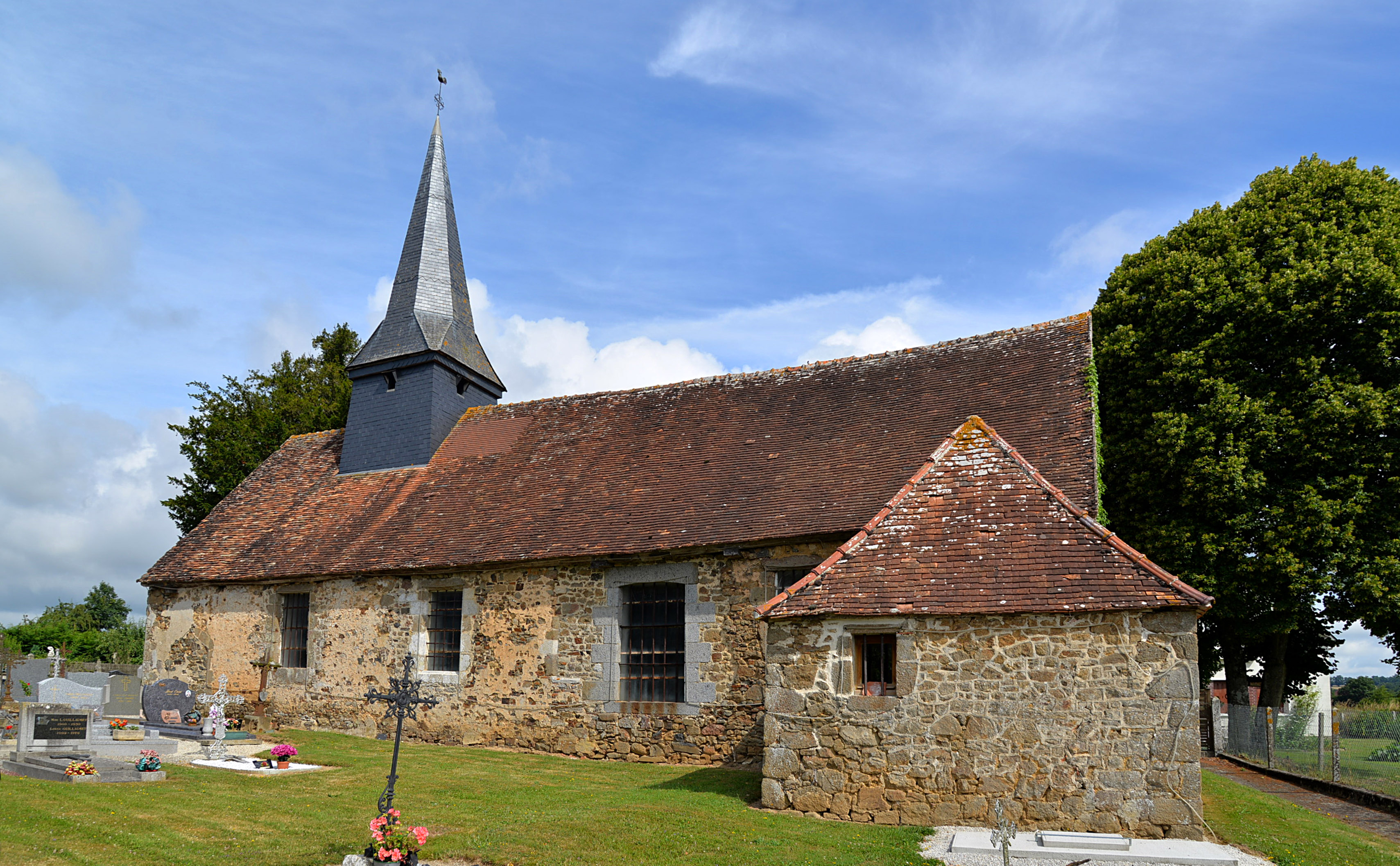
Kirche Saint-Julien

| Jahr                       | 1962 | 1968 | 1975 | 1982 | 1990 | 1999 | 2006 | 2014 | 2022 |
| -------------------------- | ---- | ---- | ---- | ---- | ---- | ---- | ---- | ---- | ---- |
| Einwohner                  | 70   | 76   | 52   | 58   | 50   | 49   | 56   | 48   | 57   |
| Quellen: Cassini und INSEE |      |      |      |      |      |      |      |      |      |

## Sehenswürdigkeiten
- Kirche Saint-Julien

## Verkehr
Die Departementsstraße D 909, die ehemalige Route nationale 809 von Falaise nach Lalacelle, durchquert das Gemeindegebiet von Nord nach Süd. Die Departementsstraße D 924, die ehemalige Route nationale 24bis von Verneuil-sur-Avre nach Granville, durchquert den Norden von Ost nach West auf einem kurzen Abschnitt. Die nachgeordnete Departementsstraße D 865 und lokale Landstraßen verbinden das Zentrum mit den Weilern der Gemeinde und den Nachbargemeinden.
Die Bahnstrecke Argentan–Granville wird ohne Haltepunkt durch die Gemeinde geführt.

## Belege
1. ↑  Biodiversité dans les territoires - La Lande-de-Lougé. Inventaire national du patrimoine naturel (INPN), abgerufen am 19. Juni 2024 (französisch).
2. ↑  Répartition des superficies en 15 postes d’occupation des sols (métropole). CORINE Land Cover, 2018, abgerufen am 19. Juni 2024 (französisch).